# La Vacherie
La Vacherie är en kommun i departementet Eure i regionen Normandie i norra Frankrike. Kommunen ligger i kantonen Louviers-Sud som tillhör arrondissementet Les Andelys. År 2022 hade La Vacherie 557 invånare.

## Befolkningsutveckling
Antalet invånare i kommunen La Vacherie
Referens:INSEE